# تشل تشلك (بهمئي غرمسيري الشمالي)
تشل تشلك (بالفارسية: چل چلک) هي قرية تقع في إيران في قسم بهمئي غرمسیري الشمالي الريفي. يقدر عدد سكانها بـ 175 نسمة .